# Tournoi de clôture du championnat du Honduras de football 2016
Navigation
Saison précédente Saison suivante
Le Tournoi Clausura 2016 est le trente-septième tournoi saisonnier disputé au Honduras.
C'est cependant la 68e fois que le titre de champion du Honduras est remis en jeu.
Lors de ce tournoi, le CD Honduras a tenté de conserver son titre de champion du Honduras face aux neuf meilleurs clubs honduriens.
Chacun des dix clubs participant était confronté deux fois aux neuf autres équipes. Puis les six meilleures se sont affrontés lors d'une phase finale à la fin du tournoi.
Seulement une place était qualificative pour la Ligue des champions de la CONCACAF.

## Les 10 clubs participants
Ce tableau présente les dix équipes qualifiées pour disputer le championnat 2015-2016. On y trouve le nom des clubs, le nom des stades dans lesquels ils évoluent ainsi que la capacité et la localisation de ces derniers.
| \| CD Marathon Real España CD Motagua CD Olimpia CD Victoria CD Vida CD Platense CD Real Sociedad CD Honduras Juticalpa FC \| Localisation des clubs. |
| CD Marathon Real España CD Motagua CD Olimpia CD Victoria CD Vida CD Platense CD Real Sociedad CD Honduras Juticalpa FC                               |

| Club                  | Stade                               | Capacité | Ville          |
| CD Honduras           | Stade Humberto Micheletti           | 5 500    | El Progreso    |
| Juticalpa FC (en)     | Stade Juan Ramón Brevé Vargas (en)  | 20 000   | Juticalpa      |
| CD Marathon           | Stade Yankel Rosenthal              | 15 000   | San Pedro Sula |
| CD Motagua            | Stade Tiburcio Carias Andino        | 35 000   | Tegucigalpa    |
| CD Olimpia            | Stade Tiburcio Carias Andino        | 35 000   | Tegucigalpa    |
| CD Platense           | Stade Excelsior                     | 10 000   | Puerto Cortés  |
| Real España           | Stade Francisco Morazán             | 20 000   | San Pedro Sula |
| CD Real Sociedad (en) | Stade Francisco Martínez Durón (en) | 5 000    | Tocoa          |
| CD Victoria           | Stade Nilmo Edwards                 | 25 000   | La Ceiba       |
| CD Vida               | Stade Nilmo Edwards                 | 25 000   | La Ceiba       |

## Compétition
Le Tournoi Clausura se déroule de la même façon que les tournois saisonniers précédents :
- La phase de qualification : les dix-huit journées de championnat.
- La phase finale : les matchs aller-retour allant des quarts de finale à la finale.

### Phase de qualification
Lors de la phase de qualification les dix équipes affrontent à deux reprises les neuf autres équipes selon un calendrier tiré aléatoirement.
Les deux meilleures équipes sont qualifiées directement pour les demi-finale alors que les quatre suivantes se qualifient pour les quarts de finale.
Le classement est établi sur le barème de points classique (victoire à 3 points, match nul à 1, défaite à 0).
Le départage final se fait selon les critères suivants :
- Le nombre de points.
- La différence de buts générale.
- La différence de buts particulière.
- Le nombre de buts marqué.

#### Classement
| Rang | Équipe                | Pts | J  | G  | N | P  | Bp | Bc | Diff |
| ---- | --------------------- | --- | -- | -- | - | -- | -- | -- | ---- |
| 1    | CD Olimpia            | 37  | 18 | 11 | 4 | 3  | 37 | 13 | +24  |
| 2    | CD Real Sociedad (en) | 37  | 18 | 10 | 7 | 1  | 35 | 15 | +20  |
| 3    | Real España           | 32  | 18 | 9  | 5 | 4  | 29 | 19 | +10  |
| 4    | CD Motagua            | 30  | 18 | 9  | 3 | 6  | 28 | 22 | +6   |
| 5    | Juticalpa FC (en) P   | 28  | 18 | 8  | 4 | 6  | 25 | 22 | +3   |
| 6    | CD Marathon           | 25  | 18 | 7  | 4 | 7  | 25 | 20 | +5   |
| 7    | CD Vida               | 19  | 18 | 4  | 7 | 7  | 18 | 24 | -6   |
| 8    | CD Honduras T         | 15  | 18 | 3  | 6 | 9  | 21 | 30 | -9   |
| 9    | CD Platense           | 15  | 18 | 3  | 6 | 9  | 18 | 34 | -16  |
| 10   | CD Victoria           | 7   | 18 | 1  | 4 | 13 | 10 | 47 | -37  |

| Légende : Qualifications et relégations | Légende : Qualifications et relégations          |
| --------------------------------------- | ------------------------------------------------ |
|                                         | Qualifié pour les demi-finales                   |
|                                         | Qualifié pour les quarts de finale               |
|                                         | T Tenant du titre P Promu de la saison 2014-2015 |

#### Matchs
| Résultats (▼dom., ►ext.)                                   | Hon | Jut | Mar | Mot | Oli | Pla | Esp | Soc | Vic | Vid |
| CD Honduras                                                |     | 1-1 | 0-0 | 1-2 | 0-2 | 1-1 | 2-4 | 1-1 | 1-1 | 3-2 |
| Juticalpa FC (en)                                          | 2-1 |     | 1-3 | 4-2 | 2-1 | 2-0 | 1-1 | 1-2 | 2-1 | 1-1 |
| CD Marathon                                                | 1-2 | 2-0 |     | 3-1 | 0-1 | 1-1 | 1-2 | 0-3 | 3-0 | 1-0 |
| CD Motagua                                                 | 2-1 | 2-0 | 2-1 |     | 1-4 | 2-0 | 0-0 | 3-3 | 4-0 | 1-1 |
| CD Olimpia                                                 | 2-2 | 0-1 | 0-0 | 1-0 |     | 3-0 | 3-1 | 1-1 | 5-0 | 4-0 |
| CD Platense                                                | 2-1 | 0-2 | 2-3 | 0-2 | 1-2 |     | 2-1 | 1-1 | 2-3 | 1-0 |
| Real España                                                | 1-0 | 1-0 | 1-0 | 1-0 | 2-3 | 6-1 |     | 2-2 | 3-1 | 1-0 |
| CD Real Sociedad (en)                                      | 3-0 | 2-0 | 2-1 | 2-0 | 0-0 | 2-2 | 1-0 |     | 2-0 | 3-1 |
| CD Victoria                                                | 1-4 | 0-3 | 0-3 | 0-2 | 0-4 | 2-2 | 1-1 | 0-4 |     | 0-2 |
| CD Vida                                                    | 2-0 | 2-2 | 2-2 | 0-2 | 2-1 | 0-0 | 1-1 | 2-1 | 0-0 |     |
| - Victoire à domicile - Match nul - Victoire à l'extérieur |     |     |     |     |     |     |     |     |     |     |

### Classement cumulatif
| Rang | Équipe                | Pts | J  | G  | N  | P  | Bp | Bc | Diff |
| ---- | --------------------- | --- | -- | -- | -- | -- | -- | -- | ---- |
| 1    | CD Olimpia C          | 63  | 36 | 19 | 6  | 11 | 69 | 38 | +31  |
| 2    | CD Motagua            | 62  | 36 | 18 | 8  | 10 | 69 | 47 | +22  |
| 3    | CD Real Sociedad (en) | 60  | 36 | 16 | 12 | 8  | 61 | 37 | +24  |
| 4    | CD Honduras C         | 51  | 36 | 14 | 9  | 13 | 52 | 51 | +1   |
| 5    | Juticalpa FC (en) P   | 50  | 36 | 14 | 8  | 14 | 44 | 44 | 0    |
| 6    | CD Marathon           | 49  | 36 | 13 | 10 | 13 | 44 | 40 | +4   |
| 7    | Real España           | 47  | 36 | 12 | 11 | 13 | 55 | 58 | -3   |
| 8    | CD Vida               | 45  | 36 | 11 | 12 | 13 | 37 | 48 | -11  |
| 9    | CD Platense           | 37  | 36 | 8  | 13 | 15 | 38 | 54 | -16  |
| 10   | CD Victoria           | 26  | 36 | 5  | 11 | 20 | 30 | 82 | -52  |

| Légende : Qualifications et relégations | Légende : Qualifications et relégations                                        |
| --------------------------------------- | ------------------------------------------------------------------------------ |
|                                         | Ligue des champions de la CONCACAF 2016-2017 (Phase de groupes)                |
|                                         | Relégué en Liga Nacional de Ascenso                                            |
|                                         | C Vainqueur d'un des deux tournois de la saison P Promu de la saison 2014-2015 |

### La Phase Finale
Les six équipes qualifiées sont réparties dans le tableau final d'après leur classement général, le deuxième affrontant lors des demi-finales le vainqueur du quart opposant le quatrième au cinquième et le premier affrontant le vainqueur du quart opposant le troisième au sixième.
En cas d'égalité sur la somme des deux matchs, les deux équipes sont dans un premier temps départagées par la règle des buts marqués à l'extérieur puis par leur classement général si cela est nécessaire, sauf lors de la finale où des prolongations puis une séance de tirs au but ont éventuellement lieu.

#### Tableau
|  |                   |                       |                       |               |               |     |   |            |            |            |            |            |     |   |        |        |        |        |        |  |  |
|  | 1/4 de finale     | 1/4 de finale         | 1/4 de finale         | 1/4 de finale | 1/4 de finale |     |   | 1/2 finale | 1/2 finale | 1/2 finale | 1/2 finale | 1/2 finale |     |   | Finale | Finale | Finale | Finale | Finale |  |  |
|  |                   |                       |                       |               |               |     |   |            |            |            |            |            |     |   |        |        |        |        |        |  |  |
|  |                   |                       |                       |               |               |     |   |            |            |            |            |            |     |   |        |        |        |        |        |  |  |
|  |                   |                       |                       |               |               |     |   |            |            |            |            |            |     |   |        |        |        |        |        |  |  |
|  |                   |                       |                       |               |               |     |   |            |            |            |            |            |     |   |        |        |        |        |        |  |  |
|  |                   |                       |                       |               |               |     |   |            |            |            |            |            |     |   |        |        |        |        |        |  |  |
|  | CD Olimpia        | (1)                   | 0                     | 2             | 0             |     |   |            |            |            |            |            |     |   |        |        |        |        |        |  |  |
|  | CD Olimpia        | (1)                   | 0                     | 2             | 0             |     |   |            |            |            |            |            |     |   |        |        |        |        |        |  |  |
|  |                   |                       | CD Motagua            | (4)           | 0             | 0   |   |            |            |            |            |            |     |   |        |        |        |        |        |  |  |
|  | CD Motagua        | (4)                   | CD Motagua            | (4)           | 0             | 0   | 0 | 3          |            |            |            |            |     |   |        |        |        |        |        |  |  |
|  | CD Motagua        | (4)                   |                       |               |               |     |   |            |            |            |            |            |     |   |        |        |        |        |        |  |  |
|  | Juticalpa FC (en) | (5)                   | 1                     | 0             |               |     |   |            |            |            |            |            |     |   |        |        |        |        |        |  |  |
|  | Juticalpa FC (en) | (5)                   | 1                     | 0             |               |     |   |            |            |            |            | CD Olimpia | (1) | 2 | 3      |        |        |        |        |  |  |
|  |                   |                       |                       |               |               |     |   |            |            |            |            | CD Olimpia | (1) | 2 | 3      |        |        |        |        |  |  |
|  |                   | CD Real Sociedad (en) | (2)                   | 1             | 1             |     |   |            |            |            |            |            |     |   |        |        |        |        |        |  |  |
|  | Real España       | CD Real Sociedad (en) | (2)                   | 1             | 1             | (3) | 0 | 2          |            |            |            |            |     |   |        |        |        |        |        |  |  |
|  | Real España       |                       |                       |               |               |     | 0 | 2          |            |            |            |            |     |   |        |        |        |        |        |  |  |
|  | CD Marathon       | (6)                   | 1                     | 0             |               |     |   |            |            |            |            |            |     |   |        |        |        |        |        |  |  |
|  | CD Marathon       | (6)                   | 1                     | 0             | Real España   | (3) | 2 | 0          |            |            |            |            |     |   |        |        |        |        |        |  |  |
|  |                   |                       |                       |               |               | (3) | 2 | 0          |            |            |            |            |     |   |        |        |        |        |        |  |  |
|  |                   |                       | CD Real Sociedad (en) | (2)           | 2             | 3   |   |            |            |            |            |            |     |   |        |        |        |        |        |  |  |
|  |                   |                       |                       |               |               | 3   |   |            |            |            |            |            |     |   |        |        |        |        |        |  |  |
|  |                   |                       |                       |               |               |     |   |            |            |            |            |            |     |   |        |        |        |        |        |  |  |
|  |                   |                       |                       |               |               |     |   |            |            |            |            |            |     |   |        |        |        |        |        |  |  |
|  |                   |                       |                       |               |               |     |   |            |            |            |            |            |     |   |        |        |        |        |        |  |  |

#### Quarts de finale
| Club        | Aller | Retour | Club              | Commentaire |
| Real España | 0-1   | 2-0    | CD Marathon       |             |
| CD Motagua  | 0-1   | 3-0    | Juticalpa FC (en) |             |

#### Demi-finales
| Club                  | Aller | Retour | Club        | Commentaire |
| CD Olimpia            | 0-0   | 2-0    | CD Motagua  |             |
| CD Real Sociedad (en) | 2-2   | 3-0    | Real España |             |

#### Finale
| Match aller | CD Real Sociedad (en) | 1:2   | CD Olimpia                             | Stade Francisco Martínez Durón (en) |  |
| 18 mai 2016 | Jerry Palacios 85e    | (0:1) | Alexander López 34e · Carlo Costly 67e |                                     |  |

| Match retour | CD Olimpia                                                              | 3:1   | CD Real Sociedad (en) | Stade Tiburcio Carias Andino |  |
| 23 mai 2016  | Óscar Salas 70e · Carlos Gabriel Solórzano 74e (csc) · Carlo Costly 90e | (0:0) | Marco Tulio Vega 54e  |                              |  |

## Bilan du tournoi
| Tournoi de clôture du championnat de football du Honduras 2016 |                        |
| Champion                                                       | CD Olimpia (30e titre) |
| Dauphin                                                        | CD Real Sociedad (en)  |
| Qualifications continentales                                   |                        |
| Ligue des champions 2016-2017 (Phase de groupes)               | CD Olimpia             |
| Promotions et relégations                                      |                        |
| Promus en Liga Nacional de Fútbol                              | CD Social Sol (en)     |
| Relégués en Liga Nacional de Ascenso                           | CD Victoria            |

## Statistiques

### Buteurs
| Rang | Nom | Équipe | Buts |
| 1    |     |        | -    |
| 2    |     |        | -    |
| 3    |     |        | -    |